# إيهور كوستينكو
إيهور إيوروفيتش كوستينكو (بالأوكرانية: І́гор І́горович Косте́нко) (31 ديسمبر 1991 م - 20 فبراير 2014) هو صحفي أوكراني، ناشط طلابي، مساهم في ويكيبيديا، قُتل خلال أحداث يوروميدان.

## سيرته الذاتية
ولد كوستينكو في زوبريتس وتشاش رايون. نشأ وتربى مع أجداده، حيث كان والديه يعملان في سانت بطرسبرغ. عندما كان طفلاً، التحق بالقديس جوزاف بوتشاتسكي، مدرسة الأبرشسة الكاثوليكية الأوكرانية في بوتشاش، ولديه شقيقة وحيدة إينا.
حصل كوستينكو على درجة البكالوريس عام 2013. وكان طالب دراسات عليا في الجغرافيا في السنة الأولى بجامعة إيفان فرانكو الوطنية لفيف في غرب أوكرانيا، كانت أطروحته هي تطوير صناعة السياحة في بوخاش. كما عمل صحفي في الطبعة الإلكترونية في الموقع الرياضي Sportanalitika (التحليل الرياضي).
كان أيضاً مساهماً منتظماً في ويكيبيديا الأوكرانية تحت اللقب lg2000، حيث أنشأ أكثر من 280 مقالة عن الطيران والاقتصاد وكرة القدم وغيرها من الموضوعات. تم تصنيف مقال كوستنكو حول المدمرة السوفيتية نيزاموغنيك على أنه مقال جيد.

## وفاته
تم وضع مقال تخطيطي لمقالة ويكيبيديا الأوكرانية في كوستينكو خلال الاحتفال بذكرى 20 فبراير 2015 وهي الذكرى السنوية الأولى لوفاته واليوم الأكثر دموية في أوروميدان. يقول النص الأحمر في الأسفل «لم يُنسَ أحد، ولكن لماذا تمت معاقبة أحد؟».
ذهب كوستينكو إلى كييف في 18 فبراير للمشاركة في مظاهرات يوروميدان، الحركة الموالية للغرب التي اندلعت بعد أن رفضت الحكومة الأوكرانية التصديق، والتراجع عن قرارها السابق بالانضمام إلى الاتحاد الأوروبي.
انضم إلى أصدقاء له من لفيف في بناء المتاريس لحماية المتظاهرين. تفاقمت المواجهة بين المتظاهرين والشرطة في أواخر ساعات يوم 19 فبراير، وبدأ القناصة في إطلاق النار على المتظاهرين.
في 20 فبراير 2014، عثر على جثة كوستينكو في الشارع بالقرب من قصر أكتوبر. وأُصِيب بأعيرة نارية في الرأس والقلب، وكسور متعددة في ساقيه.
في اليوم التالي لوفاته، استذكر صديق كوستينكو يوري مورين وقال مورين: «لقد اتصل بي  بالأمس ولم أسمع صوته، اتصلت به مرة أخرى اليوم ولم يرد، وأثناء أعمال الشغب الأولى في هورشيفسكوهو أرسل لي رقم هاتف صديقته، قائلاً: أخبرها أنني أحبها، إذا حدث شيء ما، اعتقدت أنه كان يمزح، ولكن عندما اندلعت أعمال الشغب مرة أخرى، سأل: هل تتذكر طلبي».
في 22 فبراير، في موكب يضم مئات، أخذوا كوستينكو من كييف إلى لفيف لدفنه. قام أكثر من 500 متظاهر وقفة احتجاجية على ضوء الشموع في ترنوبل. كوستينكو وستة ضحايا آخرين من يوروميدان. تم الحداد عليهم في 23 فبراير في ميلاد مريم العذراء في لفيف.

## الإرث
في 21 نوفمبر 2014، إلى جانب النشطاء الآخرين الذين قتلوا خلال يوروميدان، حصل كوستينكو بعد وفاته على لقب «بطل أوكرانيا» هو أعلى لقب أو وسام وطني يمكن أن يمنحه رئيس أوكرانيا للمواطن الذي يقوم بأداء خدمات جليلة لدولة أوكرانيا.
حصل كوستينكو أيضاً على لقب ويكيبيديا لعام 2014، أعلن جيمي ويلز مؤسس ويكيبيديا عن الجائزة خلال مؤتمر ويكيمانيا 2014 في أغسطس في لندن. قدم ويلز الجائزة إلى أخت كوستينكو، إينا، في سبتمير في عامصة أوكرانيا بمدينة كييف.
أطلقت مجلة وزارة التربية والتعليم والعلوم في أوكرانيا على كويتينكو لقب «الطالب لهذا العام» وأيضاً تم تغيير اسم قاعة في جامعة لفيف إلى «قاعة إهور كوستينكو التذكارية» افتخاراً به. تم تركيب لوحة إضافية في مدرسته الثانوية، سانت جوريف بوتساتسكي.